# Dracontium grayumianum
Dracontium grayumianum är en kallaväxtart som beskrevs av Guang Hua Zhu och Thomas Bernard Croat. Dracontium grayumianum ingår i släktet Dracontium och familjen kallaväxter. Inga underarter finns listade.